# Dezhou
Dezhou (chiń. 德州; pinyin Dézhōu) – miasto o statusie prefektury miejskiej we wschodnich Chinach, w prowincji Szantung. W 2010 roku liczba mieszkańców miasta wynosiła 464 914. Prefektura miejska w 1999 roku liczyła 5 312 398 mieszkańców.